# Стошаны
Стоша́ны (бел. Сташаны) — деревня в Пинском районе Брестской области Республики Беларусь. Входит в состав Новодворского сельсовета. По переписи населения 2019 года в деревне насчитывался 201 человек.

## География
Деревня расположена в 7 км от автодороги Ганцевичи — Логишин Р105 и в 40 км к северо-востоку от города Пинск. Через деревню проходит местная дорога Мокрая Дубрава — Стошаны — Новый Двор. Местность принадлежит бассейну Днепра, южнее Стошан расположены заболоченные торфяники со стоком в реку Вислица.

## История
К 1220 году (или 1160 году) относится первое упоминание деревни, связанное с битвой войск князей Литовских и Владимиро-Волынских, произошедшим в урочище Побоище, находящемся в окрестностях деревни. В 1503 году Тошаничаны (старое название поместья) принадлежали роду Завишей. В 1557 году упомянуты под названием Стошаничи. С 1688 года принадлежат пинским иезуитам, которых позже сменяет род Корсаков.
После второго раздела Речи Посполитой (1793) в составе Российской империи, деревня входила в состав Пинского уезда.
В XIX веке род Корсаков основал в имении дворянскую усадьбу с усадебным домом и заложил пейзажный парк, в котором также находилась часовня св. Марии. Во время Первой мировой войны в деревне располагался один из полевых штабов русской армии и военный госпиталь, усадебный дом подвергся полному разрушению и больше не восстанавливался. Разрушена была и часовня в парке, она была восстановлена в период нахождения деревни в межвоенной Польше, но вновь разрушена после Второй мировой войны.
Согласно Рижскому мирному договору (1921) деревня вошла в состав межвоенной Польши, c 1939 года в составе БССР. Последним владельцем имения был Сигизмунд Корсак.

## Достопримечательности
- Усадьба Корсаков с уцелевшими строениями (амбар, хозпостройки) и парком
- 5 июня 1965 г. на деревенском кладбище установлен первый на территории СССР памятник павшим героям Первой мировой войны
- Протестантский храм (после 1990 года)
- Церковь Св. Николая (после 1990 года)
- Деревянная часовня на кладбище[7]